# Montbonnot-Saint-Martin
Montbonnot-Saint-Martin település Franciaországban, Isère megyében. Lakosainak száma 5554 fő (2022. január 1.). Montbonnot-Saint-Martin Biviers, Domène, Meylan és Saint-Ismier községekkel határos.

## Népesség
A település népességének változása:
| Lakosok száma | 1016 | 1859 | 2808 | 4487 | 4892 | 5010 | 5134 | 5477 | 5457 | 5554 |
|               | 1968 | 1982 | 1990 | 2006 | 2013 | 2015 | 2017 | 2019 | 2020 | 2022 |